# Powstanie Taysonów
Powstanie Taysonów – antymandaryńskie powstanie chłopskie w Wietnamie w latach 1771–1802 skierowane przeciw władającym klanom Nguyễn na południu i Trịnh na północy, w czasie którego likwidowano majątki ziemskie dzieląc je między chłopów.
Bunt wziął swą nazwę od wioski i pasma górskiego Tây Sơn w pobliżu miejscowości Quy Nhơn. W ciągu trzech lat Taysonowie opanowali całe południe kraju, a do roku 1776 ich armia dotarła do granicy Chin. Z rodu Nguyễn rzeź przeżył jedynie książę Nguyễn Ánh, który uciekając przed wojskami Taysonów, w 1784 roku spotkał księdza Pigneau de Behaine, za którego pośrednictwem uzyskał obietnicę pomocy ze strony Francji. 
Pomoc francuska skończyła się na prywatnej pomocy księdza Pigneau, a powstanie upadło nie tylko dzięki niej i dowódczym talentom Ánha, ale również z powodu zniechęcenia społeczeństwa, które nie widziało poprawy swego losu w ciągłym konflikcie zbrojnym. W roku 1799 Taysonowie zostali pobici przez wojska Ánha pod Quy Nhơn, czyli tam, gdzie rewolta się rozpoczęła. Ostateczna ofensywa Nguyễnów w lipcu 1802 zakończyła się zdobyciem Thăng Long (obecnie Hanoi). Nguyễn Ánh już 1 czerwca 1802, nie czekając na zdobycie stolicy, koronował się w Huế jako cesarz Wietnamu Gia Long.